# Derby Italien
Groupe 2
Le Derby Italien est une course hippique de plat se déroulant au mois de mai sur l'Hippodrome de Capannelle, à Rome (Italie).
C'est une course de Groupe 2 (Groupe 2 jusqu'en 2008) réservée aux chevaux de 3 ans.
Elle s'est courue sur la distance de 2 400 mètres jusqu'en 2007, et désormais sur 2 200 mètres. L'allocation est d'environ 700 000 €.

## Palmarès depuis 1986
| Année                      | Vainqueur        | Pays        | Père             | Jockey              | Entraîneur           | Propriétaire                  | Temps   |
| -------------------------- | ---------------- | ----------- | ---------------- | ------------------- | -------------------- | ----------------------------- | ------- |
| 2025                       | Molveno          | Royaume-Uni | Almanzor         | Marco Ghiani        | Marco Botti          | Scuderia Sagam                | 2'14"40 |
| 2024                       | Borna            | Allemagne   | Saxon Warrior    | Andrasch Starke     | Markus Klug          | Darius Racing                 | 2'17"20 |
| 2023                       | Goldenas         | Italie      | Golden Horn      | Dario Di Tocco      | Endo Botti           | Fabrizio Cameli               | 2'20"40 |
| 2022                       | Ardakan          | Allemagne   | Reliable Man     | Clément Lecœuvre    | Markus Klug          | Darius Racing                 | 2'17"40 |
| 2021                       | Tokyo Gold       | France      | Kendargent       | Cristian Demuro     | Satoshi Kobayashi    | Teruya Yoshida                | 2'14"90 |
| 2020                       | Tuscan Gaze      | Royaume-Uni | Galileo          | Carlo Fiocchi       | Luciano Bietolini    | Mag Horse Racing Srl          | 2'18"64 |
| 2019                       | Keep On Fly      | Italie      | Rip Van Winkle   | Cristian Demuro     | Alduino Botti        | Dioscuri SRL                  | 2'22"50 |
| 2018                       | Summer Festival  | Italie      | Poet's Voice     | Cristian Demuro     | Alduino Botti        | Dioscuri SRL                  | 2'17"10 |
| 2017                       | Mac Mahon        | Italie      | Ramonti          | Cristian Demuro     | Stefano Botti        | Takaya Shimikawa              | 2'16"50 |
| 2016                       | Saent            | Italie      | Strategic Prince | Dario Vargiu        | Bruno Grizzetti      | Scuderia Incolinx             | 2'14"90 |
| 2015                       | Goldstream       | Italie      | Martino Alonso   | Cristian Demuro     | Stefano Botti        | Scuderia Effevi               | 2'16"20 |
| 2014                       | Dylan Mouth      | Italie      | Dylan Thomas     | Fabio Branca        | Stefano Botti        | Scuderia Effevi               | 2'17"63 |
| 2013                       | Biz The Nurse    | Italie      | Oratorio         | Andrea Atzeni       | Stefano Botti        | Scuderia Aleali               | 2'17"04 |
| 2012                       | Feuerblitz       | Allemagne   | Big Shuffle      | Robert Havlin       | Michael Figge        | Stall Eivissa                 | 2'19"00 |
| 2011                       | Crackerjack King | Italie      | Shamardal        | Fabio Branca        | Stefano Botti        | Scud.Effevi SNC di Villa      | 2'15"80 |
| 2010                       | Worthadd         | Italie      | Dubawi           | Mirco Demuro        | Vittorio Caruso      | Scuderia Incolinx             | 2'22"10 |
| 2009                       | Mastery          | Royaume-Uni | Sulamani         | Frankie Dettori     | Saeed bin Suroor     | Godolphin                     | 2'16"50 |
| Éditions classées Groupe I |                  |             |                  |                     |                      |                               |         |
| 2008                       | Cima de Triomphe | Italie      | Galileo          | S.Mulas             | Bruno Grizzetti      | Scuderia Cocktail Srl         | 2'14"60 |
| 2007                       | Awelmarduk       | Italie      | Almutawakel      | Edmondo Botti       | Alduino & G.Botti    | Scuderia Effevi               | 2'28"90 |
| 2006                       | Gentlewave       | France      | Monsun           | Marco Monteriso     | André Fabre          | Gary Tanaka                   | 2'27"40 |
| 2005                       | De Sica          | Italie      | Sri Pekan        | Marco Monteriso     | Emilio Borromeo      | Emilio Borromeo               | 2'28"60 |
| 2004                       | Groom Tesse      | Italie      | Groom Dancer     | Dario Vargiu        | Luigi Camici         | Scuderia L3C                  | 2'27"60 |
| 2003                       | Osorio           | Allemagne   | Surumu           | Mario Esposito      | Urs Suter            | Newsells Park Stud            | 2'27"20 |
| 2002                       | Rakti            | Italie      | Polish Precedent | Mirco Demuro        | Bruno Grizzetti      | Scuderia Il Poggio            | 2'27"90 |
| 2001                       | Morshdi          | Royaume-Uni | Slip Anchor      | Philip Robinson     | Michael Jarvis       | Ahmed Al Maktoum              | 2'26"60 |
| 2000                       | Kallisto         | Allemagne   | Sternkönig       | Andreas Boschert    | Hans Blume           | Gestüt Röttgen                | 2'27"10 |
| 1999                       | Mukhalif         | Royaume-Uni | Caerleon         | Frankie Dettori     | Saeed bin Suroor     | Godolphin                     | 2'25"70 |
| 1998                       | Central Park     | Royaume-Uni | In The Wings     | Daragh O'Donohoe    | Saeed bin Suroor     | Godolphin                     | 2'26"30 |
| 1997                       | Single Empire    | Royaume-Uni | Kris             | David Harrison      | Peter Chapple-Hyam   | A. K. Collins                 | 2'26"20 |
| 1996                       | Bahamian Knight  | Royaume-Uni | Ascot Knight     | Richard Hughes      | David Loder          | Lucayan Stud                  | 2'26"60 |
| 1995                       | Luso             | Royaume-Uni | Salse            | Michael Kinane      | Clive Brittain       | Saeed Manana                  | 2'25"70 |
| 1994                       | Time Star        | Royaume-Uni | Manila           | Richard Quinn       | Paul Cole            | Prince Fahd bin Salman        | 2'28"10 |
| 1993                       | White Muzzle     | Royaume-Uni | Dancing Brave    | John A. Reid        | Peter Chapple-Hyam   | Luciano Gaucci                | 2'24"50 |
| 1992                       | In a Tiff        | Irlande     | Caerleon         | Michael Kinane      | Dermot Weld          | Dr Michael Smurfit            | 2'27"50 |
| 1991                       | Hailsham         | Royaume-Uni | Riverman         | Steve Cauthen       | Clive Brittain       | Cheikh Al Maktoum             | 2'28"10 |
| 1990                       | Houmayoun        | France      | Shernazar        | Santiago Soto       | Alain de Royer-Dupré | Lady M Stable                 | 2'27"00 |
| 1989                       | Prorutori        | Royaume-Uni | Providential     | Michael Roberts     | Michael Jarvis       | Antonio Balzarini             | 2'27"50 |
| 1988                       | Tisserand        | Italie      | Nadjar           | Vincenzo Mezzatesta | M. Vincis            | Agricola Allevamento La Madia | 2'30"60 |
| 1987                       | Zaizoom          | Royaume-Uni | Al Nasr          | Richard Quinn       | Paul Cole            | Prince Fahd bin Salman        | 2'29"10 |
| 1986                       | Tommy Way        | Royaume-Uni | Thatch           | Willie Carson       | John Dunlop          | Scuderia Erasec               | 2'27"90 |

## Lauréats précédents
- 1884 – Andreina
- 1885 – Rosenberg
- 1886 – Enio
- 1887 – Carl Andrea
- 1888 – Filiberto
- 1889 – Rabicano
- 1890 – Doralice
- 1891 – Barone
- 1892 – Arcadia
- 1893 – Festuca
- 1894 – Sansonetto
- 1895 – Oranzeb
- 1896 – Goldoni
- 1897 – Hira
- 1898 – Simba
- 1899 – Elena
- 1900 – Cloridano
- 1901 – Karibo
- 1902 – Tocsin
- 1903 – Esquilino
- 1904 – The Oak
- 1905 – Onorio
- 1906 – Creso
- 1907 – Belbuc
- 1908 – Demetrio
- 1909 – Dedalo
- 1910 – Saturno
- 1911 – Guido Reni
- 1912 – Rembrandt
- 1913 – Nettuno
- 1914 – Fausta
- 1915 – Van Dyck
- 1916 – Kosheni
- 1917 – Gianpietrina
- 1918 – Carlone
- 1919 – Meissonier
- 1920 – Ghiberti
- 1921 – Michelangelo
- 1922 – Melozzo da Forli
- 1923 – Cima da Conegliano
- 1924 – Manistee
- 1925 – Lui
- 1926 – Apelle
- 1927 – Senecio
- 1928 – Dervio
- 1929 – Ortello
- 1930 – Emanuele Filiberto
- 1931 – Oberon
- 1932 – Jacopa del Sellaio
- 1933 – Pilade
- 1934 – Amur
- 1935 – Ugolino da Siena
- 1936 – Archidamia
- 1937 – Donatello
- 1938 – Nearco
- 1939 – Vezzano
- 1940 – Bellini
- 1941 – Niccolo dell'Arca
- 1942 – Arco
- 1943 – Orsenigo
- 1944 – Torbido
- 1945 – Traghetto
- 1946 – Gladiolo
- 1947 – Tenerani
- 1948 – Leon de San Marco
- 1949 – Golfo
- 1950 – Stigliano
- 1951 – Daumier
- 1952 – Zamoretto
- 1953 – Rivisondoli
- 1954 – Botticelli
- 1955 – Altrek
- 1956 – Barba Toni
- 1957 – Braque
- 1958 – Sedan
- 1959 – Rio Marin
- 1960 – Fils d'Eve
- 1961 – Lauso
- 1962 – Antelami
- 1963 – Braccio da Montone
- 1964 – Diacono
- 1965 – Varano
- 1966 – Appiani
- 1967 – Ruysdael
- 1968 – Hogarth
- 1969 – Bonconte di Montefeltro
- 1970 – Ortis
- 1971 – Ardale
- 1972 – Gay Lussac
- 1973 – Cerreto
- 1974 – Suffolk
- 1975 – Orange Bay
- 1976 – Red Arrow
- 1977 – Sirlad
- 1978 – Elgay
- 1979 – Marracci